# Vormedal
Vormedal är en tidigare tätort i Karmøy kommun i Rogaland fylke i sydvästra Norge. Orten ligger vid fylkesväg 4848, på östra sidan av Karmsundet, söder om staden Haugesund.
Sedan 2015 räknas bebyggelsen i orten som en del av tätorten Haugesund.
Tidigare har orten tillhört dåvarande Avaldsnes kommun.